# Стрелковська Ірина Вікторівна
Іри́на Ві́кторівна Стрелко́́вська (Стрєлковська) — доктор технічних наук, професор, заслужений діяч науки і техніки України, почесний зв'язківець України.

## Життєпис
Із золотою медаллю закінчила школу, з відзнакою — математичний факультет Донецького державного університету.
1988 року захистила дисертацію: «Апроксимація сплайн-функціями в областях з квазіконформною границею», кандидат фізико-математичних наук.
Працювала вчителем школи Південної групи військ (Угорська Народна Республіка). Від 1991 року працює в Одеській національній академії зв'язку ім. О. С. Попова. Пройшла шлях від старшого викладача кафедри вищої математики до професора, з 1999 року — заступник декана факультету автоматичного електрозв'язку.
Від 2000 року — декан факультету інформаційних мереж.
2010 року захистила дисертацію «Теорія та методи сплайн-апроксимації в телекомунікаціях», здобула ступінь доктора технічних наук.
2013 року призначена деканом факультету інфокомунікацій, відтоді ж очолює Навчально-науковий інститут інфокомуінкацій та програмної інженерії.
Її зусиллями з 2005 року в інституті створені групи Technical Elite Groups з англійською мовою викладання.
Започаткована наукова школа «Теоретичні основи інфокомунікацій на базі тензорного аналізу, сплайн- та вейвлет-функцій».
В науковому доробку 168 наукових й навчально-методичних праць, з них 65 наукові статті, 3 патенти на винахід (зокрема «Спосіб аналогово-цифрового мовлення у діапазоні ДВЧ», 2009, співатори Балан Микола Макарович та Іскендерзаде Шахін Гусейн), 4 підручники, 2 навчальні посібники, 33 навчальні посібники, 13 методичних посібників.
Входить до складу спеціалізованих вчених рад із захисту дисертацій Одеської національної академії ім. О. С. Попова, Державного університету телекомунікацій, Харківського національного університету радіоелектроніки.
Входить до редакційних колегій наукових видань.
Робота відзначена
- подяками
  - Кабінету Міністрів України,
  - міністра транспорту та зв'язку України,
- почесними грамотами
  - Державного комітету зв'язку та інформатизації,
  - Державного департаменту з питань зв'язку та інформатизації,
  - Державної адміністрації зв'язку,
  - Державної служби спеціального зв'язку та захисту інформації України.

З чоловіком виховали доньку, тішаться онукою.